# Oliver Kirch
Oliver Kirch (Soest, Alemania Federal, 21 de agosto de 1982) es un futbolista alemán, se desempeña como centrocampista en el SC Paderborn 07.

## Clubes
| Club                     | País     | Año         | Partidos | Goles |
| SC Verl                  | Alemania | 2002 - 2003 | 32       | 3     |
| Borussia Mönchengladbach | Alemania | 2003 - 2007 | 23       | 0     |
| Arminia Bielefeld        | Alemania | 2007 - 2010 | 77       | 7     |
| 1. FC Kaiserslautern     | Alemania | 2010 - 2012 | 59       | 1     |
| Borussia Dortmund        | Alemania | 2012 - 2015 | 30       | 1     |
| SC Paderborn             | Alemania | 2015 -      | 4        | 0     |

## Palmarés

### Campeonatos nacionales
| Título                | Club              | País     | Año  |
| --------------------- | ----------------- | -------- | ---- |
| Supercopa de Alemania | Borussia Dortmund | Alemania | 2013 |
| Supercopa de Alemania | Borussia Dortmund | Alemania | 2014 |

- Datos: Q39287
- Multimedia: Oliver Kirch / Q39287